# Otto Hintze
Otto Hintze (Pyrzyce, Reino de Prusia, 27 de agosto de 1861 - Berlín, Alemania, 25 de abril de 1940) fue un historiador y profesor alemán.

## Biografía
Hintze estudió historia, filosofía y filología en la Universidad de Greifswald, donde se incorporó a la fraternidad Germania.
En 1880 se instaló en Berlín. Allí obtuvo un doctorado bajo la dirección de Julius Weizsäcker con una disertación sobre historia medieval en 1884. Se unió al proyecto sobre Acta Borussica, un proyecto de edición de la Academia de Ciencias de Prusia bajo la dirección de Gustav Schmoller. En 1895 su tesis posdoctoral para convertirse en conferencista fue aceptada por los historiadores Heinrich von Treitschke y Schmoller, y en 1902 se convierte en profesor del recién creado Departamento de Política, Historia Constitucional, Administrativa y Económica de la Universidad de Berlín. En 1910 se publicaron siete volúmenes de fuentes sobre la economía y la organización administrativa en Prusia con detallados comentarios históricos. Al menos hasta la Primera Guerra Mundial, Hintze apoyó en diversas publicaciones la idea de la superpotencia alemana desde un punto de vista liberal-conservador moderado.
En 1912 contrajo matrimonio con su estudiante, Hedwig Guggenheimer, quien sería la primera mujer alemana en recibir un doctorado en historia, y la primera profesora de historia de la Universidad Friedrich-Wilhelm.
En un discurso inaugural en la Real Academia de Ciencias, en 1914, Hintze se propuso escribir una historia general constitucional y administrativa de los estados modernos, así como un estudio comparativo de las instituciones políticas y sociales de los diversos pueblos en el área cultural del mundo cristiano occidental. Una de sus obras clave, Die Hohenzollern und ihr Werk (Los Hohenzollern y su trabajo), encargada por la dinastía prusiana Hohenzollern para su aniversario de gobierno en 1915, se considera una importante obra de investigación sólidamente investigada. Hintze se retiró prematuramente de la universidad por motivos de salud, en 1920.
Hintze dejó de publicar después de la llegada al poder del Partido Nazi y, en 1933, fue el único miembro que habló en contra de la expulsión de Albert Einstein de la Academia de Ciencias de Prusia. En 1938, renunció a la Academia, de la que había sido miembro desde 1914. En 1939 su esposa, debido a sus raíces judías y su simpatía por las ideologías de izquierda, perdió su empleo en la Universidad Friedrich-Wilhelm, y finalmente tuvo que huir sola a los Países Bajos. Otto Hintze falleció solo unos meses después, el 25 de abril de 1940. En 1942, Hedwig Hintze se suicidaría para impedir ser deportada a un campo de concentración.
Los historiadores Jürgen Kocka y Felix Gilbert coinciden en que, posiblemente, Hintze podría ser el historiador alemán más importante del Imperio Alemán y de la República de Weimar.

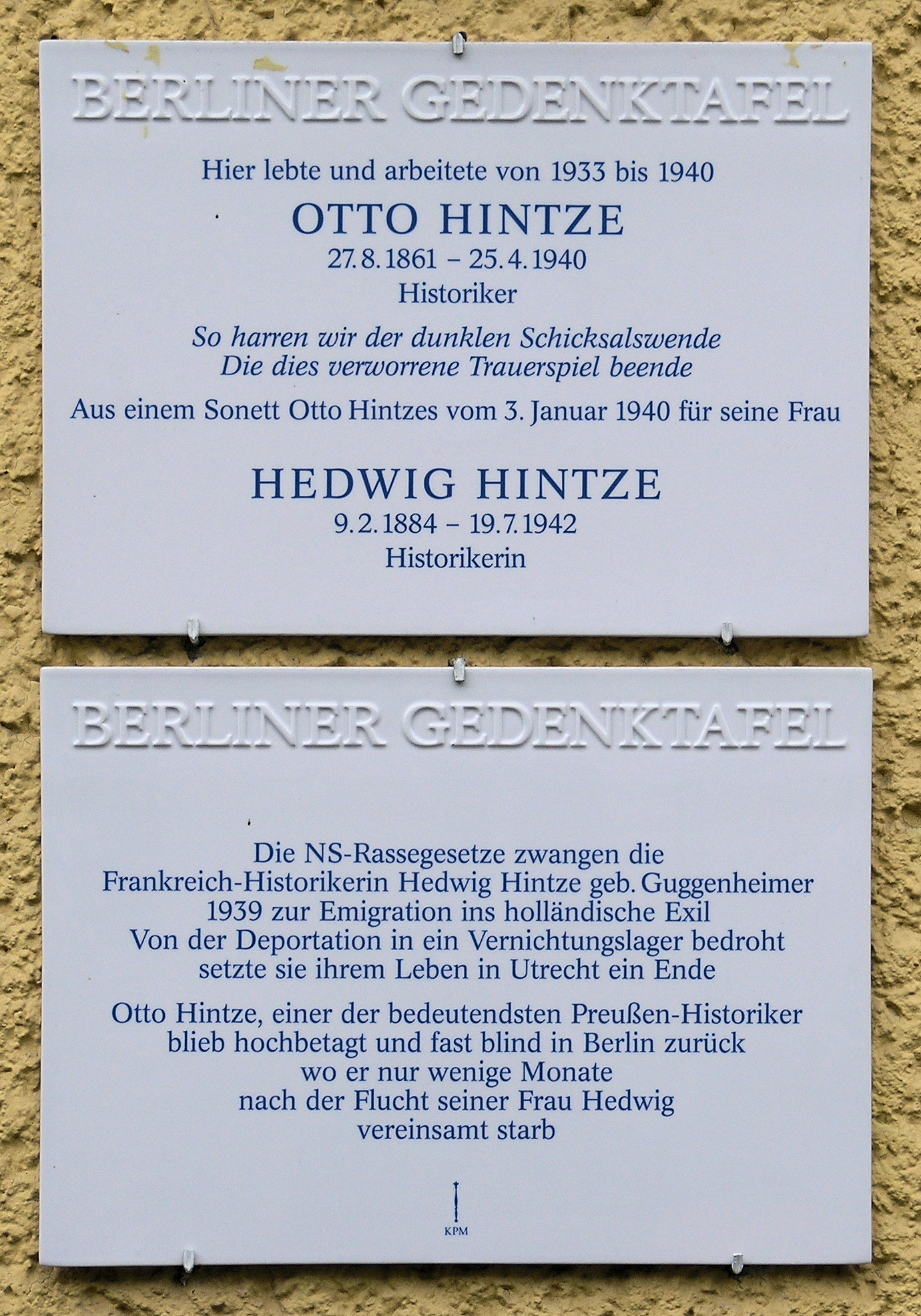
Otto y Hedwig Hintze, placa conmemorativa en Berlín.

## Obras
- Das Königtums Wilhelms von Holland (El Reino de Guillermo de Holanda), 1885.
- Die Preußische Seidenindustrie im 18. Jahrhundert und ihre Begründung durch Friedrich den Großen (La industria de la seda prusiana en el siglo XVIII y su establecimiento por Federico el Grande), 3 volúmenes, 1892.
- Einleitende Darstellung der Behördenorganisation und allgemeinen Verwaltung in Preußen beim Regierungsamt Friedrichs II (Presentación introductoria de la organización de autoridades y administración general en Prusia en la oficina gubernamental de Federico II), 1901.
- Staatsverfassung und Heeresverfassung (Constitución del Estado y constitución del Ejército), 1906.
- Historische und politische Aufsätze (Ensayos históricos y políticos), 10 volúmenes, 1908.
- Der Beamtenstand (Los funcionarios públicos), 1911.
- Monarchisches Prinzip und konstitutionelle Verfassung (Principio monárquico y constitución constitucional), en Anuarios Prusianos, volumen 144, 1911.
- Die englischen Weltherrschaftspläne und der gegenwärtige Krieg (Los planes ingleses de dominación mundial y la guerra actual), 1914.
- Die Hohenzollern und ihr Werk (Los Hohenzollern y su trabajo), 1915.
- Deutschland und der Weltkrieg (Alemania y la guerra mundial), 2 volúmenes, 1916.
- Wesen und Verbreitung des Feudalismus (Naturaleza y difusión del feudalismo), en Informes de reuniones de la Academia de Ciencias de Prusia, 1929.
- The historical essays of Otto Hintze (Los ensayos históricos de Otto Hintze), Oxford University Press, editado por Felix Gilbert, 1975.